# مقاطعة بوون (إنديانا)
مقاطعة بوون هي مقاطعة في إنديانا، بلغ عدد سكانها 56٬640  نسمة، في 2010، عاصمتها لبنان، تبلغ مساحتها 1٬096 كيلومتر مربع.

## الموقع
تشترك في الحدود مع:
- مقاطعة كلينتون
- مقاطعة هندريكس (إنديانا)
- مقاطعة ماريون
- مقاطعة هاميلتون
- مقاطعة مونتغومري.

## التقسيمات الإدارية
- لبنان.